# Mohiussunnath Chowdhury
Mohiussunnath (Musa) Chowdhury, född 1991, är en brittisk islamist från Luton i engelska Bedfordshire med ursprung i Bangladesh. I augusti 2017 körde han till Buckingham Palace och attackerade poliser med ett samurajsvärd. Chowdhury har varit föremål för tre terrorismrättegångar och vid den tredje i februari 2020 fälldes Chowdhury i domstol för att ha planlagt och förberett islamistiska terrorattentat.

## Attacken på Buckingham Palace
Vid attentatet mot Buckingham Palace 25 augusti 2017 beväpnade sig Chowdhury med ett 1.2 m långt svärd som han hade med sig på bilgolvet vid passagerarsätet. Enligt polisen vrålade Chowdhury upprepade gånger "Allahu Akbar" när han attackerade poliserna vid palatset. Ingen medlem av brittiska kungahuset befann sig på plats under attentatet. Tre poliser, som ej bar skjutvapen och själva sårades lindrigt, oskadliggjorde Chowdhury med spray. Attentatet var en del av en våg av islamistiska terrorattentat i andra halvan av 2010-talet och på kvällen samma dag attackerade en somalier soldater i Belgien med kniv innan han sköts ihjäl och en vecka senare dödade jihadister 16 offer och sårade 125 i attentatet i Katalonien.
Attacken på Buckingham Palace utmynnade i två rättegångar där juryn i den första inte kunde fatta ett beslut. Medan Chowdhury satt inspärrad i högsäkerhetsfängelset Belmarsh träffade han Ahmed Hassan, en irakisk flykting som utfört terrorattentatet Parsons Green train bombing(en) mot ett tunnelbanetåg och andra likasinnade. I nästa rättegång hävdade Chowdhury att han aldrig velat skada oskyldiga utan istället ville begå självmord genom att dödas av polis. Den sittande juryn frikände Chowdhury.
Inom en månad efter frikännandet blev Chowdhury föremål för en undersökning av tre poliser som arbetade undercover. Chowdhury skulle senare inför kontakter berätta att attacken mot Buckingham Palace var en planerad terrorattack men att han lyckats vilseleda juryn som frikände honom.

## Nya attentatsplaner och rättegång 2020
Månader efter att Chowdhury släppts ur fängelse började han träna och skaffade sig träsvärd att öva med. Sex månader efter frikännandet berättade Chowdhury för sin syster Sneha Chowdhury att han sagt upp sig från sitt jobb på en snabbmatsrestaurang och planerade ett nytt attentat.
Syskonen arresterades 3 juli 2019 i Luton, tre dagar före Pride-paraden i London.
Vid rättegången i Woolwich Crown Court presenterades åklagare Duncan Atkinson QC bevis för att Chowdhury planerade ett attentat och tänkta mål var Madame Tussauds, Gay Pride-paraden i London och en turistbuss med öppet tak.
Chowdhury hävdade att han börjat träna för att tappa vikt så han kunde hitta en hustru och känt sig pressad av undercoverpoliserna. Enligt Richard Smith, som var chef för antiterroravdelningen vid Scotland Yard, sade att poliser vid enheten inom en vecka hade fått information om Chowdhurys inlägg på Instagram där han hyllade martyrskap för Allah samt lagt upp en bild på polisen som hade avväpnat honom utanför Buckingham Palace dagar efter att han släppts fri. Smith medgav att det varit en svår avvägning mellan att samla tillräckligt med bevis för att säkra en fällande dom och minimera risken Chowdhury utgjorde för allmänheten innan han arresterats.
Han samlade på sig knivar och anmälde sig till en kurs i skytte samt gjorde en lista över saker att göra när han kom till himmelriket. Chowdhury berättade för en bekant att alla icke-muslimer, även gravida kvinnor och barn var lämpliga mål och att döda en soldat eller polis skulle innebära "instant paradise".
Mohiussunnath Chowdhury fälldes för förberedelse till terrorattentat, insamlandet av information för attentatsförberedelser och att sprida terroristpublikationer och dömdes till livstids fängelse. Sneha Chowdhury fälldes för att inte ha vidarebefordrat information om ett förestående terrorattentat och fick två års villkorlig fängelsedom.